# Honda CR-Z GT
El CR-Z GT es un automóvil de carreras de gran turismo diseñado para el campeonato Super GT Japonés en la categoría GT300 por el fabricante japonés Honda. Está basado en el modelo de calle, el Honda CR-Z. Debutó el 29 de julio de 2012 en los 300 km de Sugo y ganó el campeonato 2013 con los pilotos Hideki Mutoh y Yuhki Nakayama.

## Clasificación 2012
En 2012, el equipo Mugen CR-Z GT debutó en el gran premio Sugo 300 Km, la cuarta carrera del campeonato. Participó en 5 de las 9 carreras del campeonato, obteniendo su mejor posición quedando 3º en el gran premio Fuji 300km, y quedando en 12º posición en la clasificación general. Los pilotos que participaron con el equipo Mugen fueron Hideki Mutoh y Daisuke Nakajima.
| Carrera                                       | Circuito                          | Fecha               | Clasificación |
| --------------------------------------------- | --------------------------------- | ------------------- | ------------- |
| Okayama GT 300 km                             | Circuito Internacional de Okayama | 1 abril             |               |
| Fuji GT 1 500 km                              | Fuji Speedway                     | 4 mayo              |               |
| Super GT International Series Malaysia 300 km | Sepang International Circuit      | 10 junio            |               |
| Sugo GT 300 km                                | Circuito de Sugo                  | 29 julio            | 16            |
| 41st International 1000 km de Suzuka 1000 km  | Suzuka Circuit                    | 19 agosto           | 11            |
| Fuji GT 2 300 km                              | Fuji Speedway                     | 9 septiembre        | 3             |
| Autopolis GT 300 km                           | Autopolis                         | 30 septiembre       | 10            |
| Motegi GT 250 km                              | Twin Ring Motegi                  | 28 octubre          | 11            |
| Clasificación final                           | Clasificación final               | Clasificación final | 12            |

## Clasificación 2013
En 2013, el CR-Z GT participó en las 9 carreras del campeonato, obteniendo su mejor posición quedando 1º en el gran premio Fuji 1000km, y quedando en 1º posición en la clasificación general, ganando así el campeonato GT300. Los pilotos que participaron con el equipo Mugen fueron Hideki Mutoh y Yuhki Nakayama.
| Carrera                                       | Circuito                          | Fecha               | Clasificación |
| --------------------------------------------- | --------------------------------- | ------------------- | ------------- |
| Okayama GT 300 km                             | Circuito Internacional de Okayama | 7 de abril          | 7             |
| Fuji GT 1 500 km                              | Fuji Speedway                     | 29 abril            | 2             |
| Super GT International Series Malaysia 300 km | Sepang International Circuit      | 16 junio            | 2             |
| Sugo GT 300 km                                | Circuito de Sugo                  | 28 julio            | 2             |
| 42.º International 1000 km de Suzuka 1000 km  | Suzuka Circuit                    | 18 agosto           | 5             |
| Fuji GT 2 300 km                              | Fuji Speedway                     | 8 septiembre        | 8             |
| 2013 Asian Le Mans Series 3 Hours of Fuji     | Fuji Speedway                     | 22 septiembre       | 1             |
| Autopolis GT 300 km                           | Autopolis                         | 6 octubre           | 9             |
| Motegi GT 250 km                              | Twin Ring Motegi                  | 3 noviembre         | 2             |
| Clasificación final                           | Clasificación final               | Clasificación final | 1             |

## Clasificación 2014
En 2014 el equipo M-Tec participa con los pilotos Tomoki Nojiri y Yuhki Nakayama.
| Carrera                                       | Circuito                          | Fecha        | Clasificación |
| --------------------------------------------- | --------------------------------- | ------------ | ------------- |
| Okayama GT 300 km                             | Circuito Internacional de Okayama | 6 abril      | 9             |
| Fuji GT 1 500 km                              | Fuji Speedway                     | 4 mayo       |               |
| Autopolis GT 300 km                           | Autopolis                         | 1 junio      |               |
| Sugo GT 300 km                                | Circuito de Sugo                  | 20 julio     |               |
| Fuji GT 2 300 km                              | Fuji Speedway                     | 10 agosto    |               |
| 43.er International 1000 km de Suzuka 1000 km | Suzuka Circuit                    | 31 agosto    |               |
| Japanese Super GT Series 300 km               | Circuito Buriram                  | 5 octubre    |               |
| Motegi GT 250 km                              | Twin Ring Motegi                  | 16 noviembre |               |
| Clasificación final                           |                                   |              |               |

## Clasificación 2013
En 2013, el CR-Z GT participó en las 9 carreras del campeonato, obteniendo su mejor posición quedando 1º en el gran premio Super GT International Series Malaysia y en Sugo 300 Km, retirándose en 2 grandes premios y quedando en 7º posición en la clasificación general. Los pilotos que participaron con el equipo Mugen fueron Shinichi Takagi y Takashi Kobayashi y como probador del equipo Tomoki Nojiri.
| Carrera                                       | Circuito                          | Fecha               | Clasificación |
| --------------------------------------------- | --------------------------------- | ------------------- | ------------- |
| Okayama GT 300 km                             | Circuito Internacional de Okayama | 7 abril             | 12            |
| Fuji GT 1 500 km                              | Fuji Speedway                     | 29 de abril         | 19            |
| Super GT International Series Malaysia 300 km | Sepang International Circuit      | 16 de junio         | 1             |
| Sugo GT 300 km                                | Circuito de Sugo                  | 28 de julio         | 1             |
| 42.º International 1000 km de Suzuka 1000 km  | Suzuka Circuit                    | 18 de agosto        | Ret           |
| Fuji GT 2 300 km                              | Fuji Speedway                     | 8 de septiembre     | 16            |
| 2013 Asian Le Mans Series 3 Hours of Fuji     | Fuji Speedway                     | 22 de septiembre    | Ret           |
| Autopolis GT 300 km                           | Autopolis                         | 6 de octubre        | 16            |
| Motegi GT 250 km                              | Twin Ring Motegi                  | 3 de noviembre      | 15            |
| Clasificación final                           | Clasificación final               | Clasificación final | 7             |

## Clasificación 2014
En 2014 el equipo ARTA participa con los pilotos Shinichi Takagi y Takashi Kobayashi.
| Carrera                                       | Circuito                          | Fecha        | Clasificación |
| --------------------------------------------- | --------------------------------- | ------------ | ------------- |
| Okayama GT 300 km                             | Circuito Internacional de Okayama | 6 abril      | 6             |
| Fuji GT 1 500 km                              | Fuji Speedway                     | 4 mayo       |               |
| Autopolis GT 300 km                           | Autopolis                         | 1 junio      |               |
| Sugo GT 300 km                                | Circuito de Sugo                  | 20 julio     |               |
| Fuji GT 2 300 km                              | Fuji Speedway                     | 10 agosto    |               |
| 43.er International 1000 km de Suzuka 1000 km | Suzuka Circuit                    | 31 agosto    |               |
| Japanese Super GT Series 300 km               | Circuito Buriram                  | 5 octubre    |               |
| Motegi GT 250 km                              | Twin Ring Motegi                  | 16 noviembre |               |
| Clasificación final                           |                                   |              |               |